# Marcel Herrnsdorf
Marcel Herrnsdorf (* 1994 in Mainz) ist ein deutscher Schauspieler.

## Leben
Marcel Herrnsdorf wuchs in Mainz auf und machte 2013 sein Abitur am Otto-Schott-Gymnasium im Stadtteil Mainz-Gonsenheim.
Erste Bühnenerfahrungen machte er am Staatstheater Wiesbaden. 2010 kam er als Ensemblemitglied ins „Junge Staatsmusical“ am Staatstheater Wiesbaden. Mit der Rolle des Randolph McAfee in dem Musical Bye Bye Birdie hatte er in der Spielzeit 2011/12 seine erste Bühnenrolle. Es folgten Rollen in den Musical-Produktionen Xanadu, Sugar – Manche mögen's heiß, Hair, Der kleine Horrorladen, The Full Monty – Ganz oder gar nicht, 42nd Street und Das Geheimnis des Edwin Drood.
In der Spielzeit 2014/15 spielte er am Staatstheater Wiesbaden die jugendliche Hauptrolle des 14-jährigen, krebskranken Donald Delpe in der Uraufführung des Musicals Superhero. In der Spielzeit 2014/15 hatte er auch sein erstes Gastengagement im Schauspiel des Staatstheaters Wiesbaden, wo er in der deutschen Erstaufführung des Theaterstücks Junge in der Tür von Juan Mayorga den jungen Rafa verkörperte. Außerdem spielte er dort den Höfling Cornelius in Nicolas Briegers Hamlet-Inszenierung.
Sein Schauspielstudium absolvierte Marcel Herrnsdorf von September 2015 bis 2019 an der Otto-Falckenberg-Schule in München. 2018 erhielt er den Ensembleförderpreis für die Produktion Zeit zu lieben Zeit zu sterben (Regie: Robert Lehniger) der Otto-Falckenberg-Schule beim Theatertreffen deutschsprachiger Schauspielschulen.
Während seiner Ausbildung spielte er bereits in mehreren Produktionen an den Münchner Kammerspielen, wo er u. a. in Inszenierungen von Frauke Poolman und Christiane Pohle auftrat. Außerdem gastierte er 2016 in Peter Steins Inszenierung der Mozart-Oper Die Zauberflöte an der Mailänder Scala. In der Spielzeit 2019/20 trat er am Stadttheater Fürth als Mathieu in dem Theaterstück Rückkehr in die WüThe ste von Bernard-Marie Koltès auf. Seit der Spielzeit 2020/21 ist er festes Ensemblemitglied am GRIPS-Theater in Berlin und war dort u. a. zu sehen als Cyril in der Uraufführung von Das schönste Mädchen der Welt oder als Johnnie, Mondo und weiteren Rollen in Linie 1. Zusammen mit der Regisseurin Jacqueline Reddington entwickelte er die Idee für das Stück Upload Virgin, welches im März 2024 am GRIPS Theater Premiere hatte.
Herrnsdorf stand auch für einige Film- und Fernsehproduktionen vor der Kamera. Er lebt in Berlin.

## Filmografie (Auswahl)
- 2005: Tatort: Leerstand (Fernsehreihe)
- 2016: Kaltfront (Fernsehfilm)
- 2018: Die letzten Kinder im Paradies (Kurzfilm)
- 2019: Gentlemans Hour (Kurzfilm)
- 2020: Frühling – Spuren der Vergangenheit